# Hydrazony

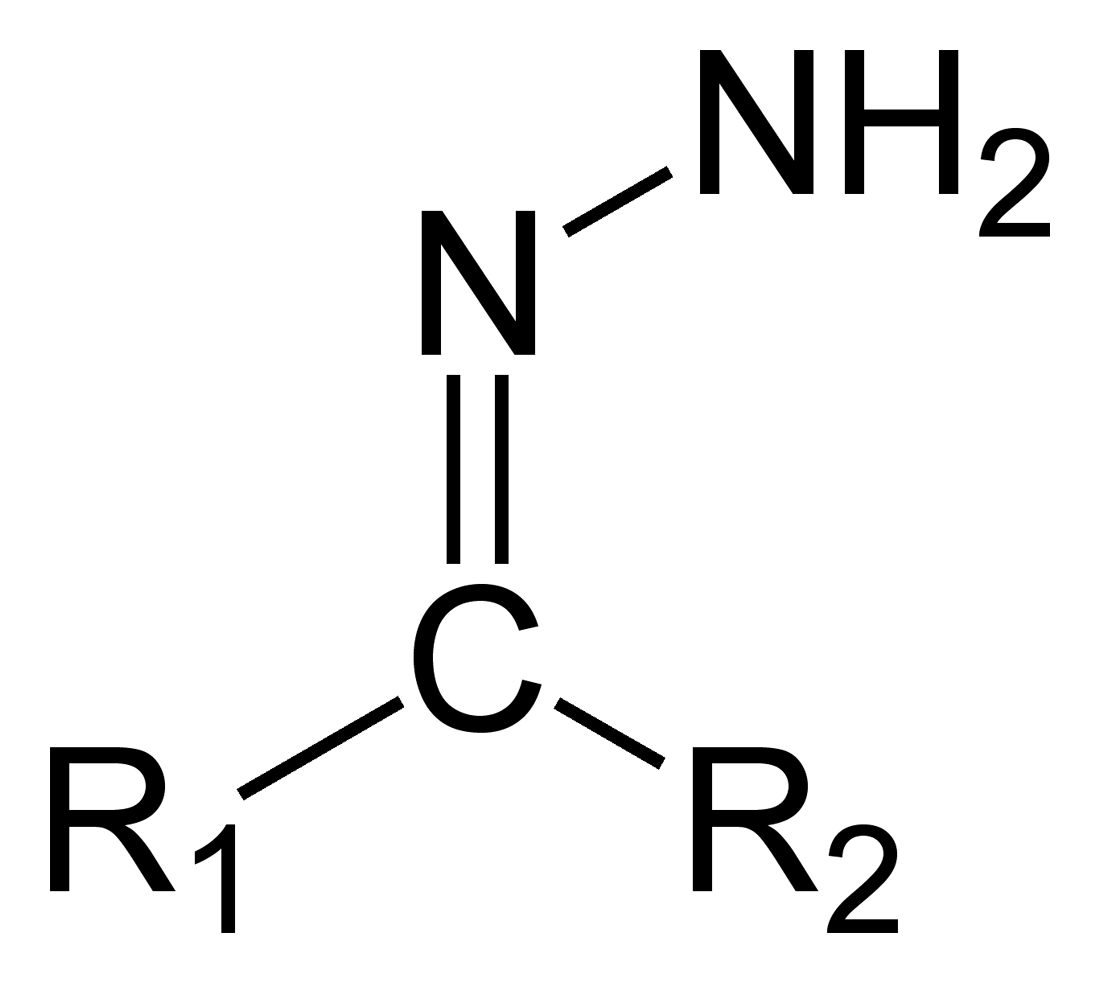
Wzór ogólny hydrazonów

Hydrazony – grupa organicznych związków chemicznych  o ogólnym wzorze: R1R2C=NNH2.
Związki te otrzymuje się w reakcji kondensacji aldehydów lub ketonów z hydrazyną. Reakcja ta przebiega dwuetapowo. Pierwszy etap to addycja nukleofilowa substratów. Drugi etap polega na eliminacji cząsteczki wody.